# Чёрные бабочки
«Чёрные бабочки» — фильм голландского режиссёра Паулы ван дер Уст, снятый в 2011 году. В основе — реальная история жизни южноафриканской поэтессы бурского происхождения Ингрид Йонкер.

## Сюжет
1960 год, Кейптаун. Ингрид, начинающая поэтесса, уходит от мужа и случайно на пляже знакомится с писателем и борцом с апартеидом Джеком Коупом, который значительно старше её. Между ними возникают бурные, но весьма непростые отношения. Вдобавок всем этим крайне недоволен отец Ингрид, являющийся одним из активистов правящей Национальной партии. Во время трёхмесячной поездки Коупа Ингрид начинает встречаться с писателем Юджином Маритцом, что вызывает разрыв с Джеком. Девушка живёт на непостоянные заработки, много пьёт, конфликтует по политическим и семейным мотивам с отцом, при этом активно продолжает писать стихи.
Неожиданно она получает письмо от своего товарища Нкоси, который просит передать весточку брату. Джек соглашается отвести Ингрид в резервацию, где они становятся свидетелями убийства белым полицейским чернокожего ребёнка. Потрясённая от глубины души, поэтесса пишет своё самое известное произведение — «Ребёнок не умер». Однако материальное положение Ингрид становится ещё хуже — её выгоняют из дома, любовники не хотят общаться с ней, так что поэтессе приходится вернуться к отцу. Однако того приводят в негодование стихи дочери.
При помощи Коупа Ингрид сбегает из дома отца и останавливается в дешёвом отеле. Там с ней происходит нервный срыв, после чего поэтессу помещают в психиатрическую больницу. Девушку навещает Джек, которому она сознаётся, что сделала подпольный аборт, чтобы избавиться от их общего ребёнка. Коуп потрясён, но находит в себе силы просмотреть записи Ингрид. Из этих разрозненных текстов Коуп и Эйс Криге составляют сборник «Дым и охра», за который Йонкер получает литературную премию, позволяющую ей съездить в Европу. Однако пребывание в Амстердаме и Париже оказывают негативное воздействие на состоянии Ингрид — она снова оказывается в психиатрической больнице. По возвращении на Родину поэтессе сперва кажется, что всё налаживается, однако реальность оказывается не такой радужной. Однажды дождливой ночью она отдаёт Джеку свой литературный приз и уходит. На следующий день её тело вылавливают из моря…

## В ролях
- Кэрис ван Хаутен — Ингрид Йонкер
- Рутгер Хауэр — Абрахам Йонкер
- Лиам Каннингэм — Джек Коуп
- Грэхем Кларк — Эйс Криге
- Николас Полинг — Юджин Маритц
- Кэндис Д’Арси — Анна Йонкер
- Грант Суэнби — Ян Раби
- Вальдемар Шульц — Этьен ле Ру
- Тэррин Пейдж — Ирма

## Награды
- 2011 — премия Трайбека — лучшая актриса
- 2011 — международный кинофестиваль в Таормина — приз зрительских симпатий
- 2012 — Золотой телец
  - лучший фильм
  - лучшая актриса
  - лучший монтаж
  - номинация в категории «лучший режиссёр»
- 2012 — Премия Рембрандта
  - лучшая голландская актриса
  - номинация в категории «лучший фильм»
- 2012 — Золотой фильм Нидерландов — лучший фильм